# Amaurobius ossa
Espèce
Amaurobius ossa est une espèce d'araignées aranéomorphes de la famille des Amaurobiidae.

## Distribution
Cette espèce est endémique de Grèce. Elle se rencontre en Thessalie dans les monts Ossa et Olympe.

## Étymologie
Son nom d'espèce lui a été donné en référence au lieu de sa découverte, le mont Ossa.

## Publication originale
- Thaler & Knoflach, 1993 : Two new Amaurobius species (Araneae: Amaurobiidae) from Greece. Bulletin of the British Arachnological Society, vol. 9, p. 132-136.